# Objets de la vie quotidienne pendant la Renaissance florentine
Les objets de la vie quotidienne pendant la Renaissance florentine sont ceux du renouveau qu'a apporté l'émergence de la Renaissance dans les objets usuels  de la vie quotidienne à Florence que cette période a transcendés ou même inventés à partir de ceux issus du Moyen Âge (ces objets d'art sont évidemment ceux de la bourgeoisie aisée des notables et des aristocrates).
Certains événements traditionnels et rituels sont les prétextes de ces créations :
Le mariage, l'accouchement, ... accompagnés des ustensiles  courants et la naissance des meubles spécifiques : la table fixe dite occidentale, le cabinet, le dressoir, ... tous décorés des meilleurs artistes de leur temps.

## Le mariage

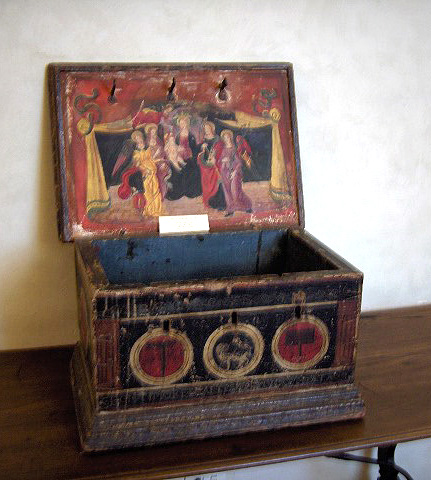
Cassone au Palazzo Vecchio de Florence, salle d'Hercule

### Le coffre de mariage florentin: lecassone
Le futur mari (auparavant le père de la mariée) offre à sa future femme, un coffre de mariage. Le Florentin est décoré devant et dans le couvercle, par les meilleurs peintres.

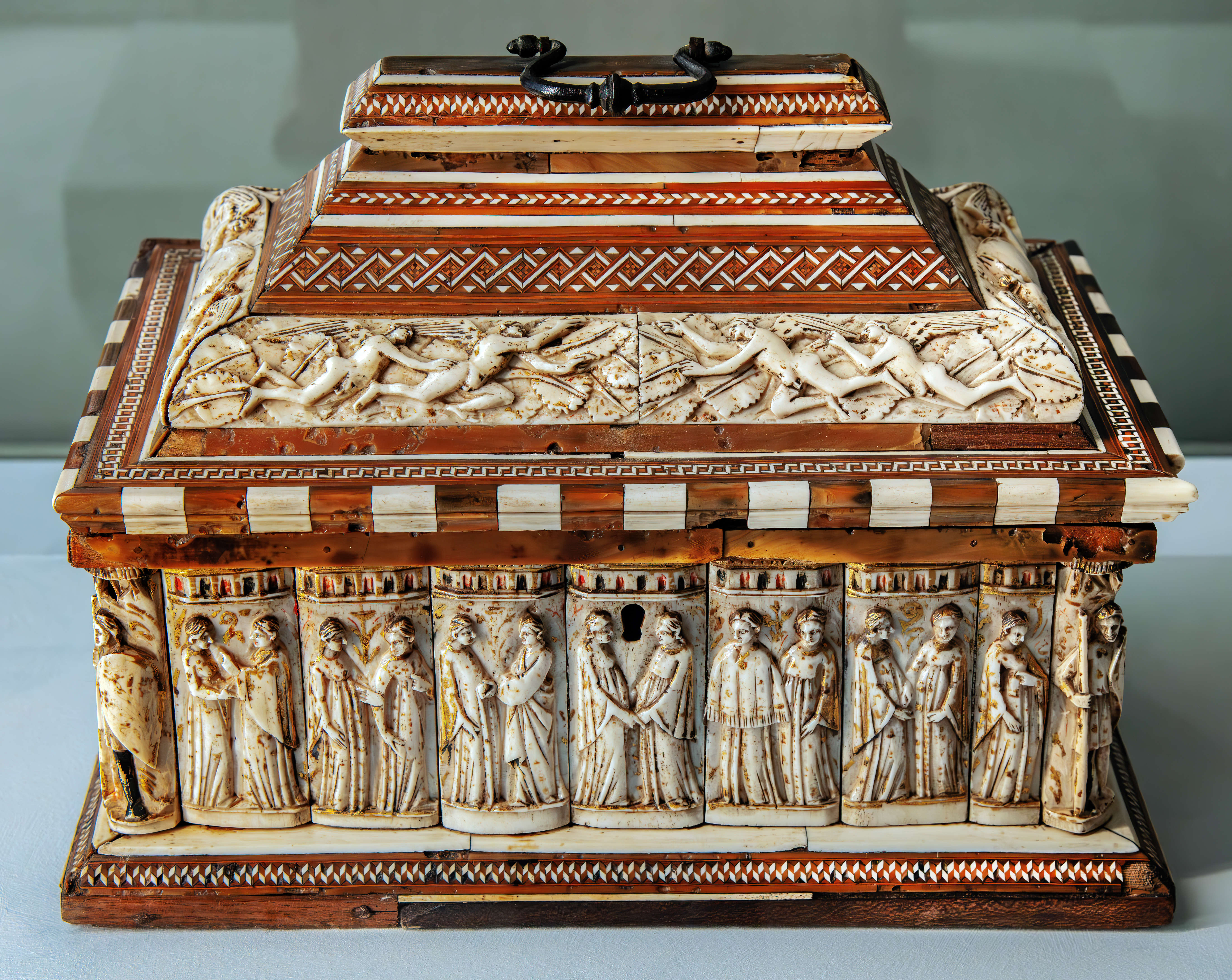
Coffret de l'atelier Embriachi Musée Correr

L'atelier de Baldassare degli Embriachi à Florence était réputé pour ses sculptures en ivoire ou en os sur ces objets.

### Le tableau de mariage

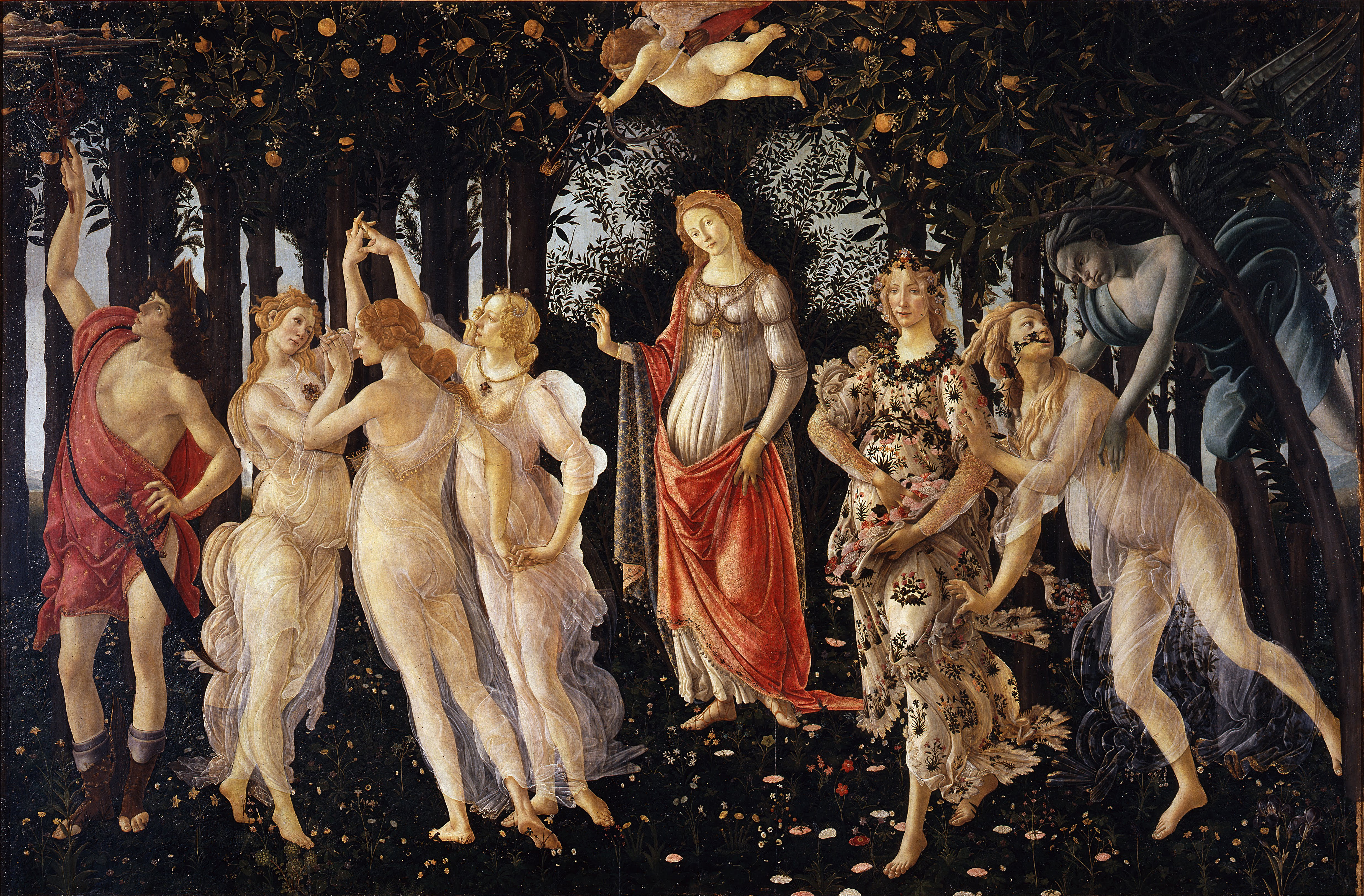
Le Printemps de Botticelli

Il permet comme cadeau à l'occasion de cette cérémonie de consacrer les époux dans une scène emplie de mythologie, de symbolique, sacrée ou profane en les représentant comme personnages de la scène. Ainsi dans  Le Printemps et Pallas et le Centaure de Botticelli figurent les époux Lorenzo di Pierfrancesco de Médicis, un cousin de Laurent de Médicis, et sa femme Sémiramis Appriani (que l'on peut identifier comme les deux personnages vêtus de rouge, couleur de la passion dans Le Printemps).

### La coupe de mariage
La coupe nuptiale de Barovier (1470) en est le meilleur exemple : elle est en verre bleu émaillé avec des émaux polychromes et représente les thèmes récurrents de l'époque concernant le mariage et ses vertus : « Amour, Pudeur, Éternité ».

### La tête de lit ou dosseret
La spalliera (di letto) italienne était peinte ; parmi les exemplaires typiques on notera la tavola Strozzi et  La Chasse de nuit de Paolo Uccello.

## L'accouchement

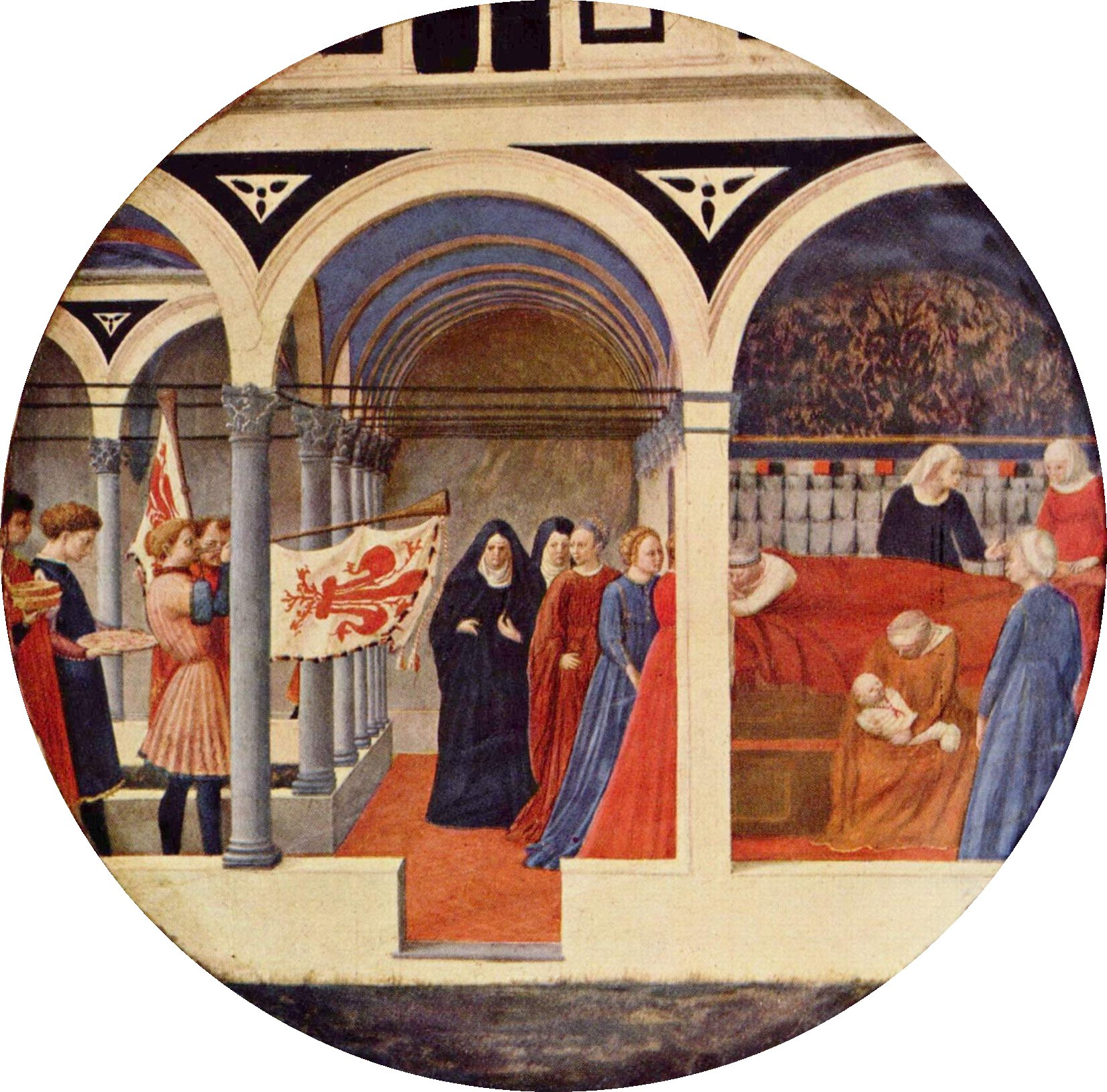
Desco da parto de Masaccio

Il concerne celui du  primogenito (le premier-né) qui consacre l'épouse en mère.

À cette occasion on offre à l'accouchée un « ensemble d'accouchement » composé des pièces suivantes :

### Le plateau d'accouchée
Le desco da parto, est un plateau de bois en tondo décoré et peint recto-verso, qui permet de servir les boissons destinées à la nouvelle mère (bouillon, ...).

### Un ensemble de vaisselle  ornée
En majolique il  comporte :
- le bol de bouillon (scodella),
- avec son couvercle plat (tagliere) qui sert également de plat pour le pain,
- une tasse pour boire (ongaresca),
- une salière (saliera) insérée dans le pied[1].

## Objets de la vie quotidienne

### La vaisselle d'apparat
Elle comporte une décoration incrustée, colorée en noir par le niello, ou en couleurs par les  émaux.
Outre les pièces de vaisselle des événements particuliers cités au-dessus, la vaisselle devient ostentatoire, avec certains éléments  anodins aujourd'hui :
- La salière comme objet destiné au contenu coûteux des épices, se pare des meilleurs émaux et ors : 
  - Les Travaux d'Hercule, La Faiblesse masculine ; sujets de la Bible et des fabliaux de Reymond Pierre (actif en 1537-  après 1584)
  - La Terre et la Mer, Benvenuto Cellini pour le roi François Ier de France
- L'aiguière, un pichet orné souvent en céramique ou en métal émaillé issu des ateliers des grands-ducs de Toscane, en majolique, à décor orientalisant[2] :
  -  Le Triomphe de Diane, scènes de chasse (1554),  réalisée par  Reymond Pierre

### Les ustensiles devenus bijoux
- Le  dé à coudre (purement utilitaire jusqu'au Moyen Âge) s'orne à la Renaissance et connaît un engouement important en différentes matières (cuivre, argent, ivoire, or, os, bois ou porcelaine).

### Les meubles
Les pièces de l'habitat  prennent clairement une destination (salle à manger, salle de réception au piano nobile, chambre à coucher, le cabinet particulier ou studiolo ...) et certains des objets y trouvent une place fixe et définitive, ceux que la Renaissance a fait naître ou a développé en œuvres d'art :
- la table occidentale, un vrai meuble sculpté qui remplace le plateau volant posé sur des tréteaux du Moyen Âge : en bois[3] ou en pierre[4].
- Le dressoir, meuble d'apparat qui remplace les étagères ouvertes
- Le buffet à deux corps, en noyer, essence qui remplace le chêne médiéval et qui s'accompagne de sculptures issues de l'architecture[3]
- Le cabinet forentin, un meuble écritoire à compartiments, ancêtre du meuble-secrétaire  décoré d'éléments architectoniques comme le cabinet Farnèse[5].
- Le fauteuil  à haut dossier qui complète le banc et le tabouret, seuls sièges du Moyen Âge. Il garde le coffre de la chaire et perd son dais[3].
- La sedia dantesca et la sedia savonarola, des fauteuils en X issus du faudesteuil médiéval
- La cassapanea, banc-coffre à dossier plein et orné, à deux accotoirs et à façade lourdement sculptée.
- Le lit à courtines qui remplace le lit à baldaquin.
- Le sgabello, un siège mobile.
- le sedile a pozzetto, siège au dossier enveloppant.
- La chaise à bras dont le dossier ne dépasse plus la tête, souvent garnie de coussins mobiles.
- Le caquetoire,  réservé aux femmes.

## Lestudioloitalien
Plusieurs exemples de ce genre de cabinet privé ou intime révélant et entretenant la personnalité de son propriétaire dans un environnement qui peut être didactique, scientifique,  symbolique ou encyclopédique :